# Calidario

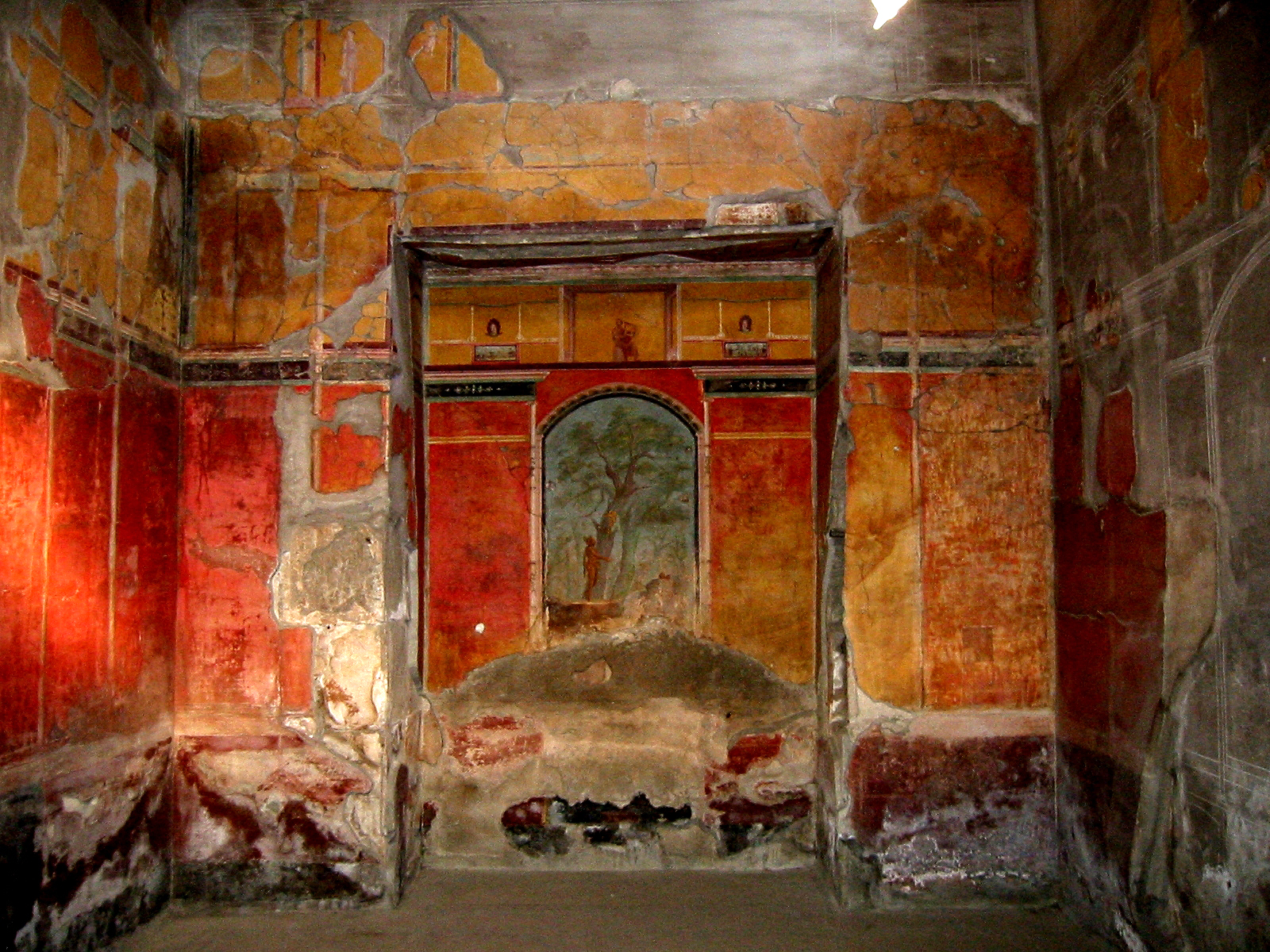
Calidario nella villa di Poppea ad Oplontis

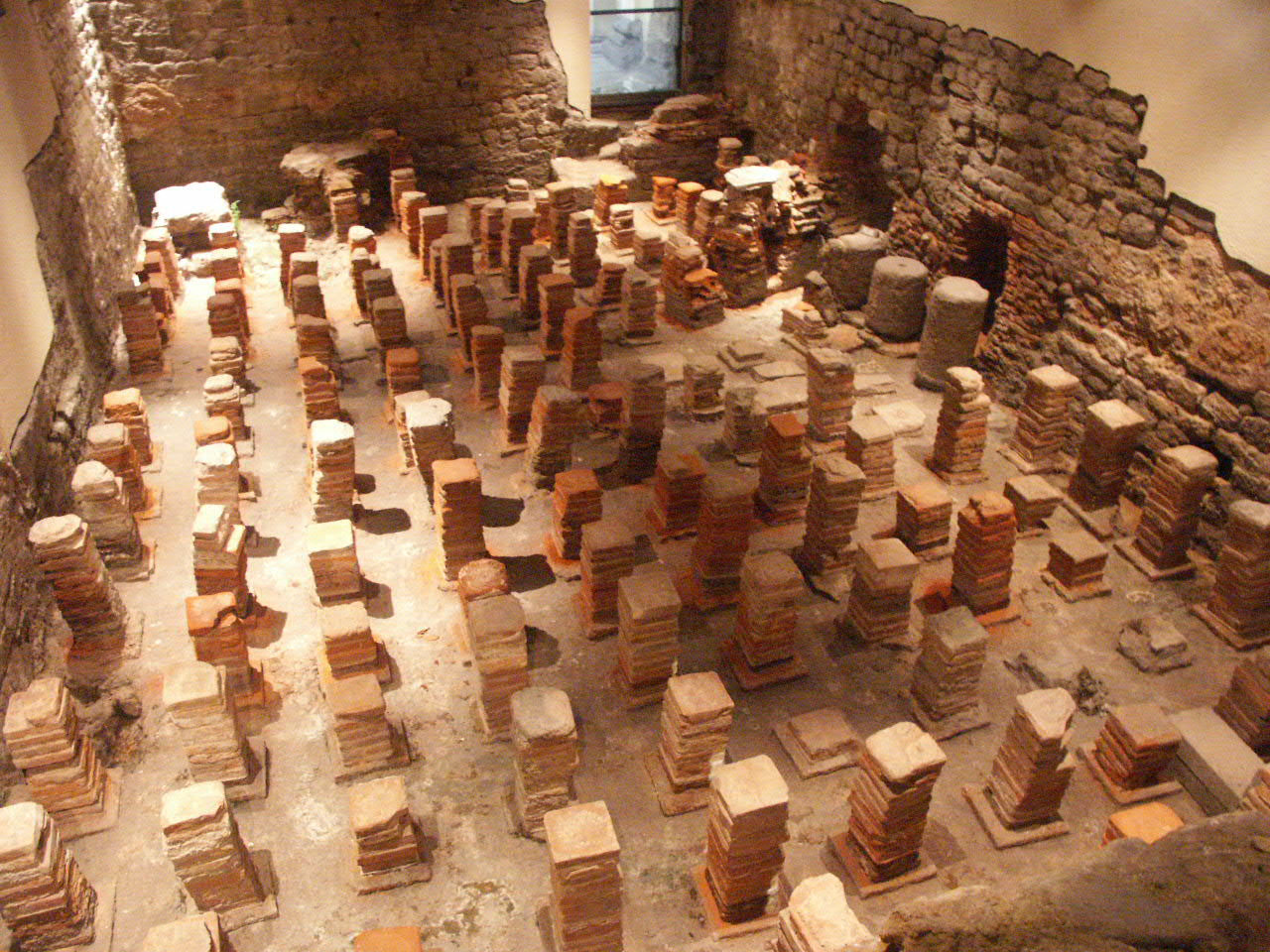
Lo spazio per il passaggio dei fumi caldi al di sotto del pavimento di un calidario

Il calidario (o caldario; dal latino caldarium o calidarium, da caldus o calidus = "caldo") era la parte delle antiche terme romane destinata ai bagni in acqua calda e ai bagni di vapore. 
Le antiche terme romane erano costituite di norma da una successione di stanze, con all'interno la sala del frigidario, solitamente circolare e con copertura a cupola e acqua a temperatura bassa, seguita verso l'esterno dal tepidario, con acqua a temperatura moderata, e infine dal calidario, generalmente rivolto a mezzogiorno, con bacini di acqua calda. 
Il calidario poteva avere forma rotonda o rettangolare, con una o più vasche (piscinae) di acqua calda, o bagni individuali. Gli architetti li costruivano generalmente nel lato sud o sud-ovest delle terme, allo scopo di sfruttare il calore naturale del sole. Nelle strutture più antiche il calore era ottenuto con semplici bracieri. Col tempo venne sempre più utilizzato dai Romani un sistema di riscaldamento per mezzo di aria calda circolante sotto il pavimento e attraverso le pareti, l'ipocausto, la cui ideazione veniva attribuita a Sergio Orata. Il pavimento del calidario era formato da uno strato di calcestruzzo, che poggiava su pilastri di mattoni (suspensura) in uno spazio cavo destinato alla circolazione dell'aria calda. Questo sistema poteva essere completato trasportando l'aria calda anche nelle pareti del calidario per mezzo di condotti in laterizio (tubuli). Negli scavi archeologici, la presenza delle strutture dell'ipocausto (le suspensure in mattoni e i tubuli nelle pareti), permettono di identificare i calidari, e quindi le terme.
Il calidario poteva comprendere il laconicum, la sudatio (ambienti surriscaldati per provocare la sudorazione) e l'alveum (vasca per il bagno in acqua calda). 
Non è nota con sicurezza la temperatura che veniva ottenuta di solito nei caldari. La temperatura nei moderni bagni turchi è dell'ordine di 35-40 °C mentre nelle saune finlandesi si possono raggiungere i 90 °C. È noto che i Romani calzavano sandali con suola di legno; poiché queste calzature dovevano resistere alla temperatura dei calidari, si ritiene che in essi la temperatura non potesse superare i 50-55 °C.